# Nossa Senhora de Machede
Nossa Senhora de Machede es una freguesia portuguesa del concelho de Évora, con 185,34 km² de superficie y  habitantes (2001). Su densidad de población es de 6,4 hab/km².